# Johnny English Reborn
Johnny English Reborn (Brasil: O Retorno de Johnny English / Portugal: O Regresso de Johnny English) é um filme de comédia de espionagem e ação de 2011 dirigido por Oliver Parker e escrito por Hamish McColl através de uma história criada por William Davies. Trata-se de uma sequência de Johnny English (2003), sendo a segunda parte da série de filmes homônima e uma produção anglo-americana dos estúdios da StudioCanal, Relativity Media e Working Title Films que foi distribuída pela Universal Pictures. O filme é estrelado por Rowan Atkinson (reprisando seu papel como o personagem-título) ao lado de Gillian Anderson, Dominic West, Rosamund Pike, Daniel Kaluuya e Richard Schiff como novos personagens.
Assim como seu antecessor, Johnny English Reborn parodia os traços da série de filmes de James Bond e os clichês do gênero espião e marca a segunda parceria de Atkinson com Tim McInnerny após a série Blackadder. O filme foi recebido com críticas mistas, mas arrecadou um total de US$ 160 milhões em todo o mundo contra um orçamento de US$ 45 milhões.
O filme foi lançado no Reino Unido em 7 de outubro de 2011 e liderou as bilheterias do país nos dois finais de semana seguintes até ser superado por Atividade Paranormal 3; foi lançado nos Estados Unidos em 21 de outubro de 2011. Uma sequência intitulada Johnny English Strikes Again foi lançada sete anos depois.

## Enredo
Sete anos depois dos eventos do primeiro filme, Johnny English tem treinado artes marciais no Tibete depois de ter sido demitido e dispensado após uma missão fracassada em Moçambique por falhar em proteger o recém-eleito presidente. Ao ser chamado de volta ao serviço pelo MI7, English (sob sua nova chefe, Pamela Thornton, com o mesmo codinome "Pegasus") é colocado em uma missão para investigar uma conspiração para assassinar o premier chinês durante negociações agendadas com o primeiro-ministro britânico. Johnny conhece o colega agente e velho conhecido Simon Ambrose, o residente trimestral do MI7 Patch Quartermain, e o agente novato Colin Tucker, que será o novo assistente de English.
Em Hong Kong, English encontra o ex-agente da CIA, Titus Fisher, que se revela membro do Vortex, um grupo responsável por arruinar a missão de English em Moçambique. Ele revela que o Vortex tem uma arma secreta que requer três chaves de metal para destravar, de propriedade dele e de outros dois ex-espiões. No entanto, quando ele revela sua chave, Fisher é morto por uma mulher idosa chinesa disfarçada de empregada e outro homem rouba a chave. English persegue o ladrão através de Hong Kong e consegue obter a primeira chave, mas é enganado por outro agente do Vortex disfarçado de comissário de bordo no caminho de volta a Londres e é humilhado em uma reunião com o Secretário de Relações Exteriores e Pegasus quando ele tenta apresentar a chave e os planos descobertos.
Kate Sumner, psicóloga comportamental do MI7, usa a hipnose para ajudar English a relembrar sobre o incidente de Moçambique; eles descobrem que outro agente do Vortex, o espião russo Artem Karlenko, que se encontra disfarçado como um milionário sob o nome Sergei Pudovkin, esteve envolvido no episódio. English e Tucker conhecem Karlenko em seu campo de golfe particular fora de Londres. No entanto, a idosa que matou Fisher reaparece no local fere criticamente Karlenko. English e Tucker tentam trazê-lo para um hospital próximo através de um helicóptero, mas Karlenko morre ao chegar lá, embora ele consiga revelar antes que a última chave é mantida por um membro do MI7.
Durante o jantar, Johnny confidencia com Ambrose que alguém do MI7 é membro do Vortex. Ambrose, por sua vez, confidencia com English que suspeita que Quartermain seja o infiltrado; Tucker mais tarde confronta Ambrose sobre ele ser o traidor, mas English descarta a hipótese de Tucker e deixa Ambrose ir embora, dando-lhe a chave de Karlenko. Johnny confronta Quartermain, mas percebe que Ambrose o acusou como o terceiro membro do Vortex. Os outros agentes do MI7 passam a perseguir English, mas ele consegue escapar e se esconder no apartamento de Sumner. Ao rever as imagens da missão de Moçambique, Sumner percebe que o assassino foi manipulado pelo Vortex através de uma droga de controle da mente conhecida como Timoxeline Barbebutenol; Ambrose chega para pegar Sumner e Johnny percebe que ele é o verdadeiro membro do Vortex após se lembrar brevemente de sua memória em Moçambique. English encontra novamente a idosa assassina, mas consegue escapar através de uma rampa de lixo do edifício e vai para o apartamento de Tucker. English se desculpa com Tucker após duvidar dele e o convence ajudá-lo na infiltração de Le Bastion, uma fortaleza nos Alpes suíços, onde as negociações entre o premier chinês e o primeiro-ministro do Reino Unido irão ser realizadas.
Na fortaleza, no entanto, English acidentalmente ativa um farol de alerta que faz com que os guardas da fortaleza percebam a presença deles. Sem outra escolha, English ordena Tucker a derrubá-lo e colocá-lo dentro de um saco para que ambos possam ir até a fortaleza, fazendo-se que Tucker é membro da segurança do local. Tendo sido levado para a fortaleza, English consegue sair da bolsa e avisa Pegasus da ameaça, mas inconscientemente bebe o líquido que contém a droga que iria ser dada originalmente a Pegasus. Ambrose, no local, comanda English, já sob o efeito da droga, para matar o premier chinês.
Atribuindo English para ser o guarda-costas do primeiro-ministro no lugar de Pégasus, Ambrose ordena que ele mate o premier chinês usando uma pistola disfarçada de batom, que foi inicialmente projetada para ser usada por Pegasus. No entanto, Johnny tenta resistir à droga usando suas técnicas de controle mental aprendidas no Tibete, "se impedindo" de matá-lo; Tucker chega e interrompe a comunicação de Ambrose brevemente antes do vilão redefinir a comunicação, que acaba se expondo como o mentor dos outros assassinatos após suas palavras serem ouvidas acidentalmente nos auto-falantes de emergência do local. English ainda resiste e atira em Ambrose, que escapa enquanto a droga entra em seu estágio letal no qual Johnny perde a consciência. Sumner chega e consegue reviver English com um beijo apaixonado; English, em seguida, persegue Ambrose pela encosta da montanha e ambos lutam em um teleférico. English consegue dominar Ambrose por um tempo, mas acaba caindo do veículo.
Com English caído em meio à neve, Ambrose tenta atirar nele; Johnny tenta usar seu guarda-chuva de espião como um escudo à prova de balas, mas logo ele percebe que o objeto é, na verdade, um lançador de foguetes que é ativado quando ele o fecha; o foguete é atirado em direção ao teleférico, destruindo-o e matando Ambrose. Mais tarde, o Vortex é dissolvido e English terá seu título de cavaleiro recuperado pela Rainha. Durante a cerimônia, entretanto, a idosa mais uma vez surge, desta vez se disfarçando de Rainha, e tenta atacar novamente Johnny antes de escapar, ao que English acidentalmente ataca a verdadeira Rainha e percebe seu erro apenas quando a verdadeira idosa assassina é finalmente pega pelos guardas reais.
Durante os créditos, Johnny English prepara o jantar para Kate ao som de "Na Gruta do Rei da Montanha".

## Elenco

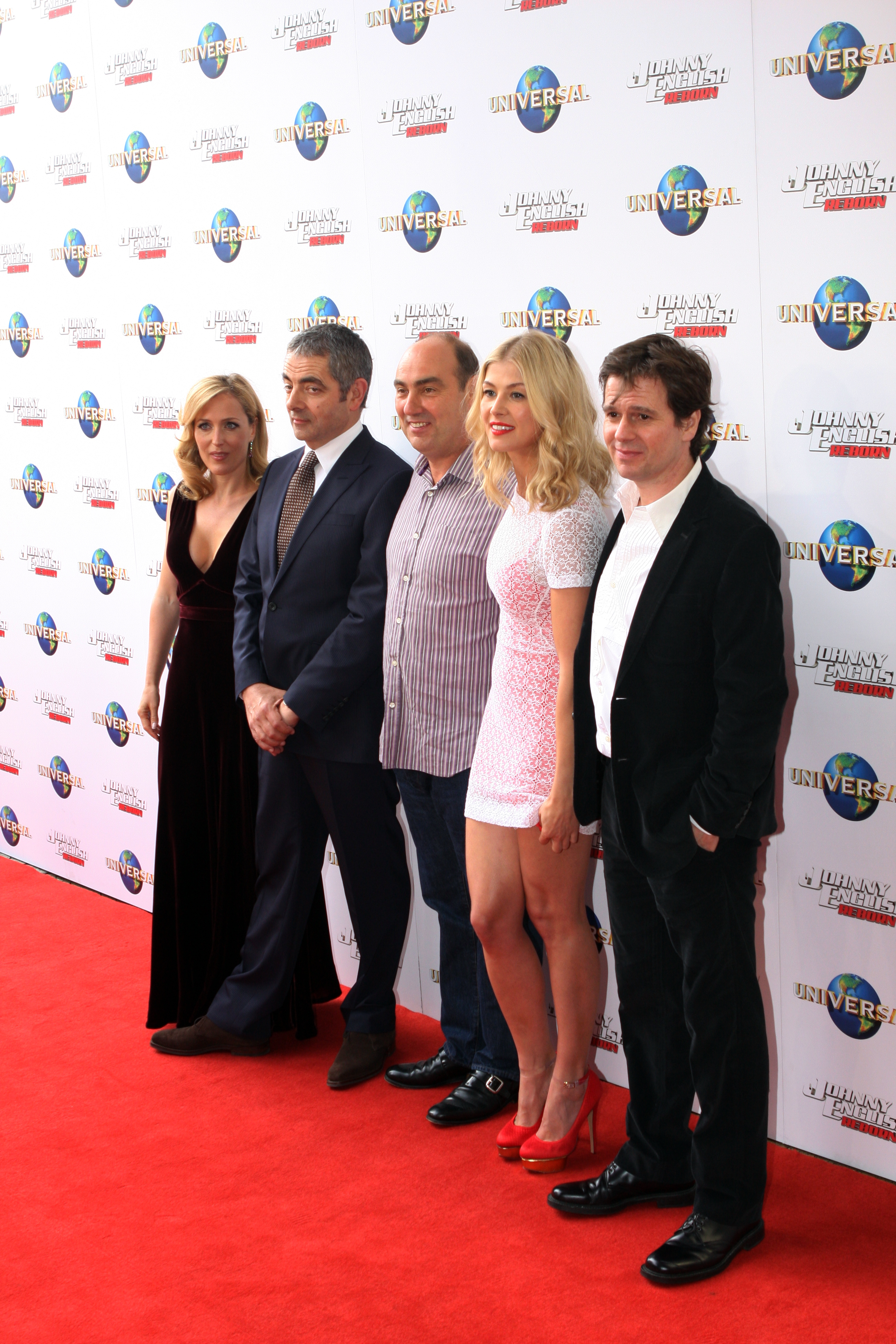
Gillian Anderson, Rowan Atkinson, Oliver Parker (diretor do filme), Rosamund Pike e Chris Clark (produtor do filme), durante a sessão de estreia do filme, realizada em Sydney, na Austrália.

- Rowan Atkinson como Johnny English, um agente do MI7 de boa índole, mas propenso a acidentes.
- Gillian Anderson como Pamela Thornton, cujo codinome é Pegasus, chefe do MI7.
- Dominic West como Simon Ambrose, um agente do MI7 e colega de English; mais tarde é revelado como o principal antagonista, sendo o principal mentor do Vortex.
- Rosamund Pike como Kate Sumner, psicóloga comportamental do MI7 e interesse amoroso de English.
- Daniel Kaluuya como Colin Tucker, um agente novato do MI7 que se torna assistente de English e ajudante em sua missão.
- Richard Schiff como Titus Fisher, ex-agente da CIA e membro do Vortex.
- Tim McInnerny como Patch Quartermain, o quartel-mestre do MI7 que usa cadeira de rodas.
- Pik-Sen Lim como a idosa chinesa assassina, uma velha mulher assassina contratada pelo Vortex que tenta matar English e aparece frequentemente disfarçada de empregada com cabelos grisalhos, a mãe de Pégasus e, mais tarde, a Rainha.
- Stephen Campbell Moore como o primeiro-ministro britânico.
- Burn Gorman como Slater, um especialista em inteligência do MI7 que trabalha com Ambrose e é membro do Vortex.
- Togo Igawa como Ting Wang, mentor de English no Tibete
- Mark Ivanir como Artem Karlenko, um ex-agente duplo russo e membro do Vortex.
- Joséphine de La Baume como Madeleine, uma bela mulher sedutora membro do Vortex que distraiu English durante sua missão anterior no Moçambique para que o presidente fosse assassinado.

Lily Atkinson, filha de Rowan Atkinson, fez uma cameo como a garota da motocicleta que tem seu capacete roubado por Johnny English. Ben Miller reprisou seu papel de Angus Bough do filme anterior em uma cena, mas ela acabou sendo cortada; mais tarde, Miller reprisaria seu papel como Bough em Johnny English Strikes Again.

## Produção

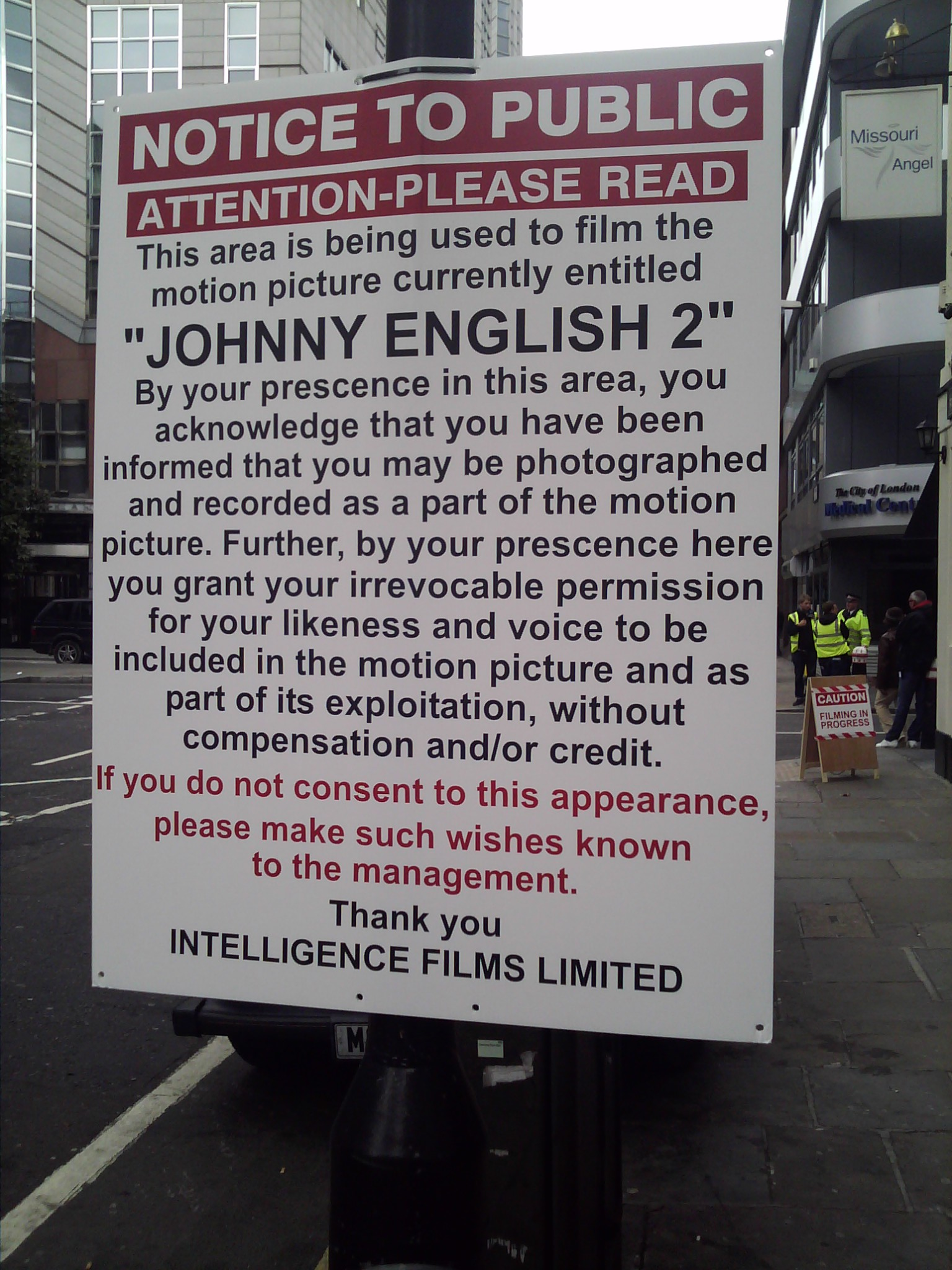
Cartaz anunciando os transeuntes de Londres sobre as filmagens de Johnny English Reborn em setembro de 2010

Em 28 de março de 2007, Atkinson confirmou no programa de TV britânico Richard & Judy que um roteiro para um segundo filme de Johnny English estava sendo trabalhado; em uma entrevista coletiva de divulgamento de Mr. Bean's Holiday, Atkinson também afirmou que havia uma chance moderada de uma sequência. Em 8 de abril de 2010, a Universal Pictures anunciou que eles estavam produzindo uma sequência para Johnny English, cuja história iria se passar sete anos após os acontecimentos do primeiro filme.
Em junho de 2010, foi anunciado que Daniel Kaluuya havia sido adicionado ao elenco. Em julho de 2010, Ben Miller, que fez o papel de "Bough" em Johnny English, disse que não foi abordado para reprisar seu papel. Em 10 de julho de 2010, a revista online Deadline.com informou que Gillian Anderson estaria interpretando uma agente secreta do MI7 chamada Pamela Head.

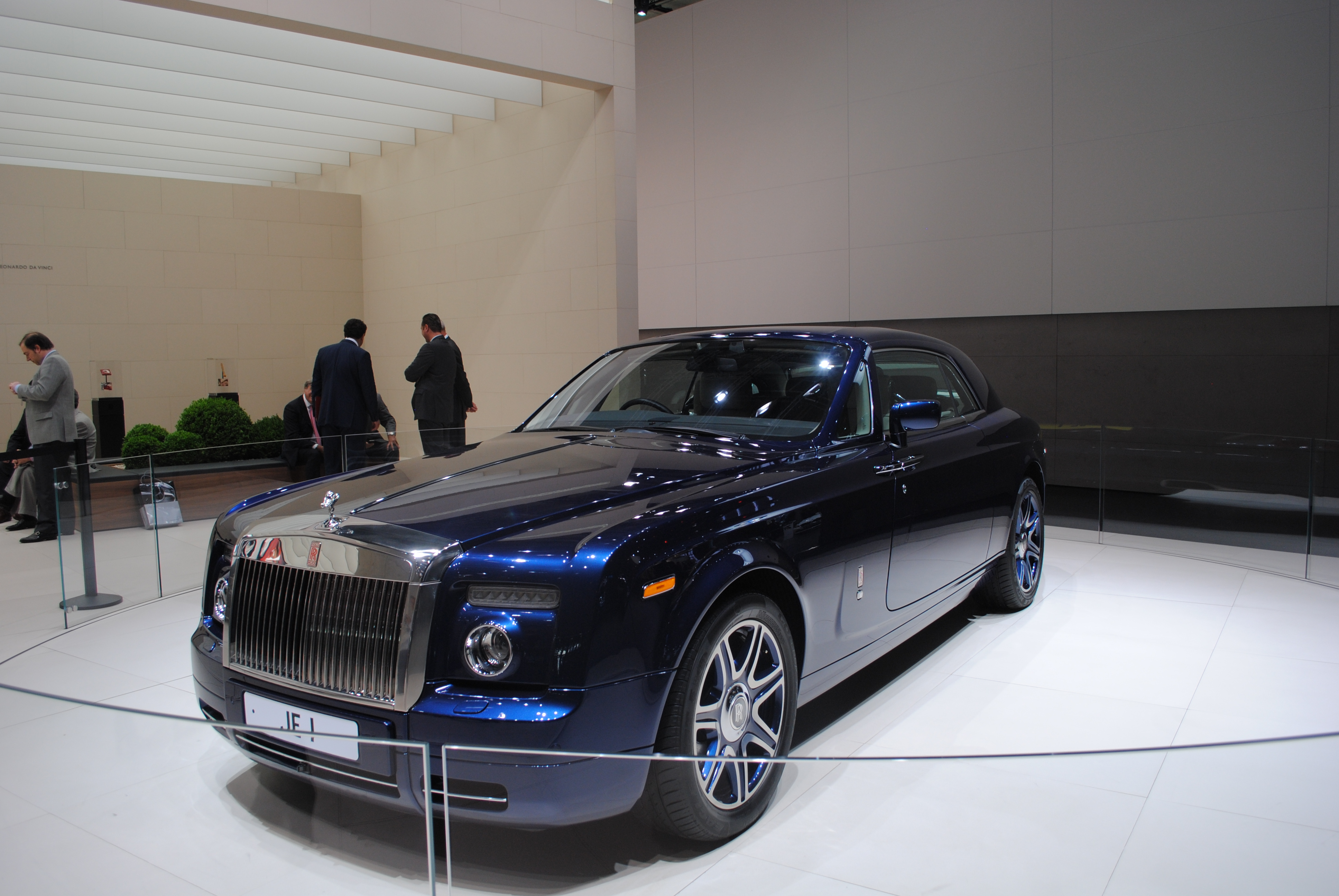
O Rolls-Royce Phantom Coupé utilizado durante as filmagens.

As filmagens começaram no dia 11 de setembro de 2010, no centro de Londres, na Cannon Street; no dia 13 foram iniciadas filmagens em Brocket Hall, Hertfordshire e depois em Hawley Woods em Hampshire, com posteriores filmagens em Macau e Hong Kong.
As cenas que ocorreram na The Mall, no centro de Londres, tiveram suas filmagens realizadas em 25 de setembro de 2010. A música "Johnny English Theme" do filme original foi usada quatro vezes na partitura. Ben Miller, que interpretou Bough no filme anterior, gravou algumas cenas, mas elas foram cortadas na edição final.

## Lançamento

### Teatral
Johnny English Reborn foi originalmente previsto para ser lançado em 29 de julho de 2011, mas devido a atrasos na produção, o filme teve sua estreia adiada duas vezes: a primeira para 16 de setembro de 2011 e depois para 7 de outubro de 2011.

### Mídia doméstica
Johnny English Reborn foi lançado em DVD e Blu-ray em um combo pack juntamente com o primeiro filme em 14 de fevereiro de 2012 no Reino Unido e em 28 de fevereiro de 2012 nos Estados Unidos.

## Recepção

### Bilheteria
Johnny English Reborn abriu para uma estimativa de US$ 3.833.300 em seu primeiro fim de semana nos Estados Unidos e no Canadá. No Reino Unido, arrecadou US$ 7.727.025, US$ 2.628.344 na Austrália e US$ 3.391.190 na Alemanha. Após cinco semanas do lançamento, arrecadou US$ 8.305.970 nos Estados Unidos e no Canadá e US$ 151.772.616 em outros países, elevando para um total mundial bruto de US$ 160.078.586.

### Crítica
Assim como o seu antecessor, o filme recebeu críticas mistas dos críticos. O site agregador Rotten Tomatoes relata que 38% das 90 resenhas deram ao filme uma crítica positiva, com uma classificação média de 4.8/10; o consenso do site é: "Sem dúvida há uma melhoria notável em relação ao seu antecessor, mas nota-se que Johnny English Reborn continua com as mesmas piadas exaustivas, desperdiçando o verdadeiro talento cômico de Rowan Atkinson".
No Metacritic é atribuído ao filme uma pontuação média ponderada de 46/100 baseada em 20 avaliações. Pesquisas do CinemaScore relataram que o público médio dos cinemas deu ao filme uma nota "B" numa escala que varia de A+ a F.
Durante o programa de televisão australiano At the Movies, Margaret Pomeranz classificou o filme com três estrelas, enquanto David Stratton classificou-o com duas (numa escala que variava de uma a cinco estrelas). O crítico de cinema indiano Nikhat Kazmi do The Times of India deu ao filme uma crítica positiva elogiando o talento característico de Atkinson para a comédia mais uma vez, dando-lhe uma classificação de 4 estrelas de 5.

### Indicações a prêmios
| Ano  | Cerimônia                            | Categoria(s)                            | Recipiente(s)         | Resultado | Ref(s). |
| ---- | ------------------------------------ | --------------------------------------- | --------------------- | --------- | ------- |
| 2011 | Phoenix Film Critics Society Awards  | Melhor Canção Original                  | I Believe in You      | Indicado  | [ 18 ]  |
| 2011 | Evening Standard British Film Awards | Blockbuster do ano - Escolha do público | Johnny English Reborn | Indicado  | [ 19 ]  |

## Sequência
Em maio de 2017, foi anunciado que a pré-produção de uma sequência havia começado. Johnny English Strikes Again foi lançado em 5 de outubro de 2018.